# Храм Воздвиження Хреста Господнього (Солгутове)
Храм Воздвиження Хреста Господнього у Солгутове — храм Кіровоградської єпархії Української Православної церкви у селі Солгутове Гайворонського району Кіровоградської області; історико-архітектурна пам'ятка 2-ї половини XVIII століття.

## З історії храму
З досліджень Є. Сецинського («Историческія свҍдҍнія о приходахъ и церквахъ Подольской епархіи») відомо:
|  | ...Прежний Храм в честь Воздвижения Креста Господнего построен был в 1771 году. Нынешний каменный Храм построен в 1868 году в честь Рождества Христова на средства прихожан и местного священника Фомы Драшинского» |

Власне ця зазначена дата будівництва храму — 1771 рік — і є найдавнішою писемною згадкою про Солгутове. Втім, найвірогідніше, теперішній Храм Різдва Христового у селі збудовано на тому ж місці, що й попередній Храм Воздвиження Хреста Господнього, що підтверджується здійсненими у зв'язку із закриттям церкви і перепрофілюванням приміщення культової споруди у 1953-54 роках розкопками давніших поховань, які розташовувались перед храмом.
Храм у селі Солгутове є одним з небагатьох в районі, що вцілів від знищення в XX сторіччі у радянські часи гонінь на Церкву. Однак в часи загострення боротьби з релігією, вже після ІІ Світової війни солгутівську церкву в її культовій споруді було закрито. У приміщенні діяв розважальний заклад — сільський клуб.
У 1981 році під час будівництва школи в Солгутовому, зокрема під час спорудження протипожежної водойми, було розкопано ще декілька поховань священиків, які підтверджують давність цього Храму.
У 1989 році у великій пожежі повністю вигорів дах культової споруди та перекриття надзвичайної міцності: крокви були витесані з віковічних дерев.
Від дня пожежі (13 січня 1989 року) і до 2001 року стіни храму стояли просто неба. Нарешті 28 листопада 2001 року Храм було відновлено й освячено. Роботи з відтворення храму розпочались після клопотання солгутівчанок Євгенії Фрасініч, Марії Лижненко, Марфи Слободяник до керівництва Кіровоградської єпархії.
Нині (кінець 2010-х) Солгутівський Храм, наряду зі школою і дитсадком, розташовані всі поруч (Храм — посередині, між навчальними закладами), є «стовпами» соціально-духовної сфери села.

## Опис
Солгутівський Храм Різдва Христового є пам'яткою архітектури. Приміщення церкви є цегляним.
загалом будівля відзначається пластичністю форм і лаконічним декором. Композиція споруди є симетричною з використанням асиметричних елементів (вікон, дверей тощо). В основі планування храму — хрест.
Інтер'єр організований як перетікаючий простір. Будівля є зразком класичного стилю з притаманною йому чіткістю і геометричною правильністю об'ємів з виразною ритмікою — повторенням елементів. Особлива увага архітектора була звернена на оформлення входу — порталу і вівтаря у формі апсиди.
За браком коштів дотепер (2010-і) накриття храму не є витриманим в заданому архітектурному стилі, що порушує гармонійність будівлі.